# Pedro Pardo de Cela
Pedro Pardo de Cela Rodríguez de Aguiar e Ribadeneyra (röviden Pedro Pardo de Cela; ? – 1483. október 3., Mondoñedo) egy galiciai marsall volt.

## Élete
Gazdag családból származott: mind a Celák, mind anyja, Violante de Aguiar révén, felmenői Galicia jelentős nemesi családjainak tagjai voltak. Felesége a szintén nemesi származású Isabel de Castro volt, valószínűleg Pedro de Osorio és Beatrix grófnő lánya, a püspök unokahúga.
1441-ben Cela már királyi bíró és adminisztrátor volt Mondoñedóban. Házassága alkalmával óriási birtokokat kapott menyasszonya nagybátyjától, a püspöktől, köztük az A Frouxeira várat is. Négy év múlva azonban az addigi püspök meghalt, az új pedig nem akarta elismerni Cela tulajdonjogát minden átadott birtokra, arra hivatkozva, hogy azok nem a korábbi püspök, hanem az egyházmegye tulajdonában álltak. A kialakuló szembenállás miatt Cela és felesége Viveiróba települtek át, amely településnek vezetője lett.
1467 és 1469 között az Irmandiño-felkelés résztvevői végigpusztították Galiciát, csaknem 130 nemesi tulajdonban álló erődítményt lerombolva, az A Frouxeira várral azonban nem bírtak. Lehetséges, hogy Pardo de Cela ennek a várnak a védelme során mutatott olyan erényeket, amelyeknek köszönhetően 1474-ben marsallá nevezték ki.
Az 1470-es éveket a galiciaiknak és a kasztíliaiaknak a galiciai trón örökléséért folytatott harca is jellemezte. A gallegók I. Johanna kasztíliai királynőt támogatták, míg a kasztíliaiak a katolikus királyok, köztük Katolikus Izabella pártjára álltak. Cela kezdetben a galiciaiak oldalán harcolt, fellázadt a katolikus királyok ellen. 1476-ban Izabella pártfogói elmozdították Viveiro vezetéséből, 1480-ban pedig Mondoñedo és Ortigueira vezetői is olyan parancsokat kaptak, hogy Pardo de Celát ne engedjék belépni ezen településekre. Ugyanezen évben kasztíliai csapatok indultak útnak, hogy „helyreállítsák a békét” a királyságban, de az A Frouxeirát Mudarra 300 lovasa sem tudta bevenni. Később azonban sikerült megvesztegetniük a várat védő Roi Cofano do Valadourót és 22 társát, akik így elárulták addigi vezérüket, a vár pedig Mudarra kezére került. Cela, elvesztve fő erősségét, egyik helyről a másikra kényszerült vándorolni, mígnem 1483 nyarán (vagy szeptember 23-án) Alfoz közelében, Castrodouróban, Fonsa Yañez házában elfogták. Perbe fogták, majd október 3-án a mondoñedói székesegyház előtt lefejezték.

## Végrendeletének megtalálása
Végrendelete egészen 2013-ig nem volt ismert, de az év januárjában a CSIC kutatója, Eduardo Pardo de Guevara megtalálta, ezáltal pedig életének számos, addig ismeretlen részletére derült fény. Korábban például azt hitték, 1483. december 17-én végezték ki, a pontos dátum csak a végrendeletből derült ki, és addig az sem volt ismert, hogy a végén Pardo de Cela valójában a kivégzést elrendelő Izabella királynő pártján állt. Ekkor derült ki az is, hogy két lánya mellett egy törvénytelen fia is volt.

## A Puente del Pasatiempo legendája

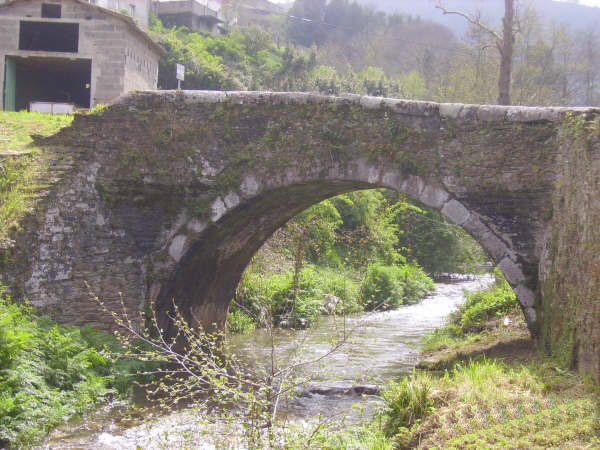
A Puente del Pasatiempo

Mondoñedo városában ma is áll egy kis patak fölött átívelő kőhíd, a Puente del Pasatiempo („időtöltés hídja”), amelyhez egy legenda is kapcsolódik. Eszerint amikor elrendelték Pardo de Cela lefejezését, felesége már útban volt a kivégzés helyszíne felé egy felmentő levéllel, ám a hídon a püspök katonái feltartóztatták (de nem erőszakkal, hanem figyelmét elterelve, szórakoztatva őt), és addig húzták az időt, amíg késő lett, és a kivégzést már nem lehetett megakadályozni.